# 응오몬

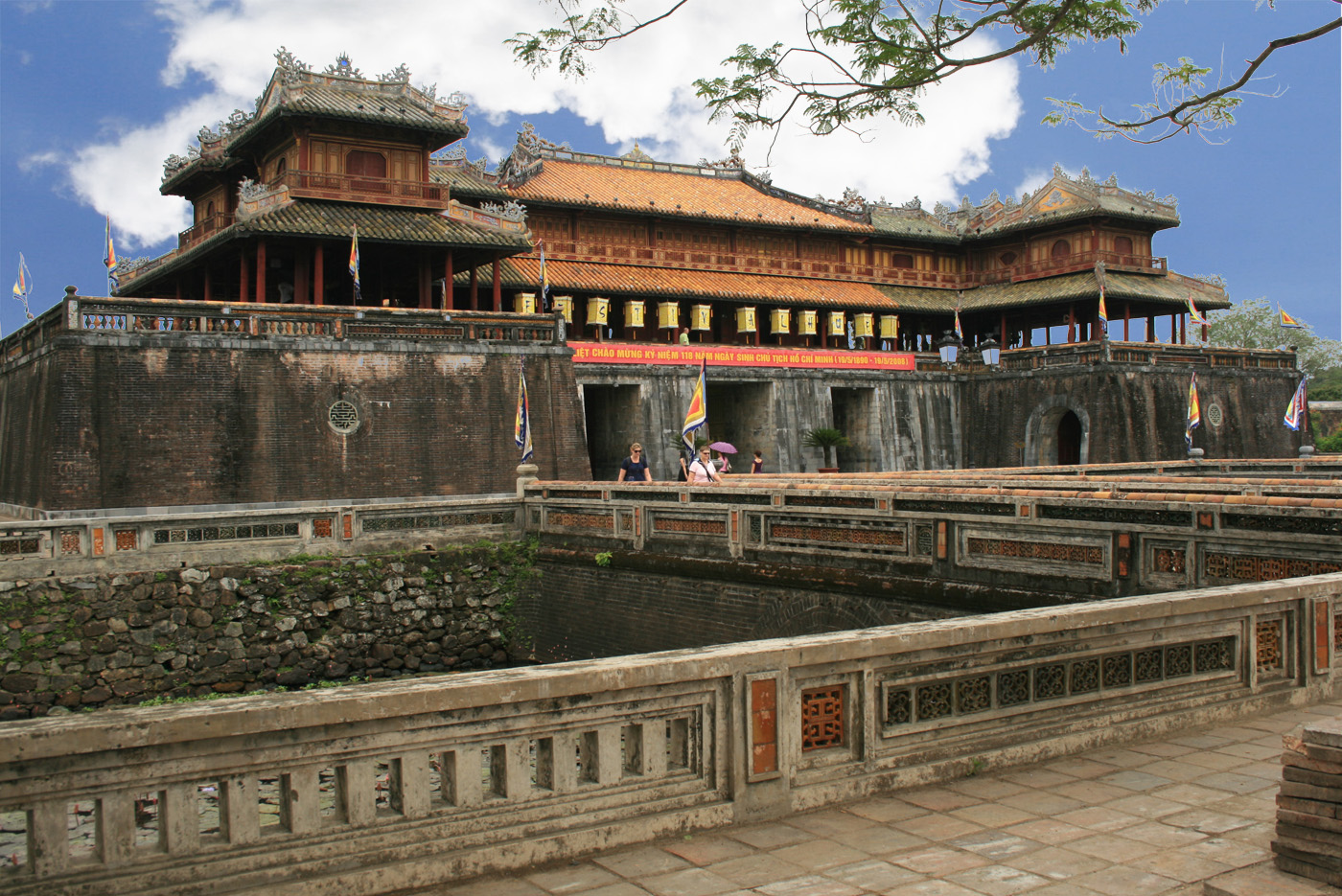
오문

응오몬(베트남어: Ngọ Môn, 午門, 오문)은 후에 황성의 정문이다.